# Derrick Coleman (Footballspieler)
Derrick Lamont Coleman (* 18. Oktober 1990 in Los Angeles, Kalifornien) ist ein ehemaliger US-amerikanischer American-Football-Spieler auf der Position des Fullbacks. Er spielte zuletzt für die Arizona Cardinals in der National Football League (NFL) und stand zuvor bei den Seattle Seahawks und Atlanta Falcons unter Vertrag.
Er ist der erste gehörlose Offensiv-Spieler und Super-Bowl-Gewinner.

## Karriere

### College
Coleman besuchte die University of California, Los Angeles (UCLA), wo er als Runningback College Football für die UCLA Bruins spielte. Sein erstes Spiel hatte er in Woche 3 gegen die Arizona State University. In Woche 6 erzielte er seinen ersten Touchdown und in Spiel 10 war er das erste Mal Starter. Insgesamt erlief er in seiner ersten College-Saison 284 Yards.
In seiner zweiten Saison spielte er in allen Spielen mit, jedoch nur einmal als Starter. Er erlief dabei 244 Yards.
In seiner vorletzten Saison spielte er in 11 von 12 Spielen mit, dabei 2-mal als Starter. Er erreichte dabei 487 Yards und 5 Touchdowns.
In seinem letzten Jahr spielte er bei allen 14 Spielen als Runningback mit, wirkte aber auch bei den Special Teams als Returner mit, wobei er 765 Yards und 11 Touchdowns erlief. Er wurde dafür mit dem Tommy Prothro Award for Outstanding Special Teams Player geehrt.

### NFL

#### Minnesota Vikings
Nachdem Coleman im NFL Draft 2012 nicht ausgewählt worden war, erhielt er am 28. April 2012 einen Vertrag bei den Minnesota Vikings, wurde jedoch bereits im August wieder entlassen.

#### Seattle Seahawks
Im Dezember 2012 wurde Coleman von den Seattle Seahawks unter Vertrag genommen. In Woche 1 der Saison 2013 machte er dann sein erstes Spiel, wobei er 30 Yards nach drei Pässen erzielte. Seinen einzigen Fumble machte er im Spiel gegen Tennessee am 13. Oktober. Am 2. Dezember 2013 erzielte er dann den ersten Touchdown seiner Profikarriere. Im Februar errang er seinen bisher größten Erfolg mit dem Sieg im Super Bowl XLVIII.
In der 2013er-Saison war er an 12 Spielen beteiligt, wo er insgesamt 3 Yards erlief, 62 Yards fing und dabei einen Touchdown erzielte.
In der darauffolgenden Saison spielte er in 5 Spielen, fing dabei 2 Pässe, welche er je 14,5 Yards weit trug, einen davon zu einem Touchdown.

#### Atlanta Falcons
Am 21. März 2017 unterschrieb Coleman einen Vertrag bei den Atlanta Falcons.

#### Arizona Cardinals
Am 10. Mai 2018 nahmen die Arizona Cardinals ihn für ein Jahr unter Vertrag.

## Persönliches
Derrick Coleman ist seit seinem dritten Lebensjahr taub. Im Januar 2014 drehte er einen Werbefilm für Duracell-Batterien. Er ist sehr religiös und bekennt sich zum christlichen Glauben.
Am 15. Oktober 2015 verursachte er einen Verkehrsunfall und beging im Anschluss Fahrerflucht, worauf er von der Polizei in Untersuchungshaft genommen wurde. Er wurde dafür von den Seattle Seahawks zunächst suspendiert, die Suspendierung wurde jedoch am 19. Oktober 2015 wieder aufgehoben.